# Mus terricolor
Mus terricolor és una espècie de mamífer rosegador de la família dels múrids. Viu a Bangladesh, l'Índia, Indonèsia (espècie introduïda), el Nepal i el Pakistan. Ocupa una gran varietat d'hàbitats. És una espècie en risc mínim, és a dir, no sembla que hi hagi cap amenaça significativa per a la seva supervivència. El seu nom específic, terricolor, significa ‘de color de terra’ en llatí.